# Femmes seules
Pour plus de détails, voir Fiche technique et Distribution.
Femmes seules (Donne sole) est un film dramatique italien réalisé par Vittorio Sala, sorti en 1956.

## Synopsis
Trois femmes partagent le même appartement et le même objectif : trouver un mari riche et s'installer.

## Fiche technique
- Titre français : Femmes seules ou Femme seule[1]
- Titre original italien : Donne sole[2]
- Réalisation : Vittorio Sala
- Scénario : Vittorio Sala, Sandro Continenza, Adriano Baracco (it), Ottavio Alessi
- Photographie : Aldo Giordani (it), Bruno Bruni
- Montage : Renato Cinquini (it)
- Musique : Roberto Nicolosi (it), Armando Trovajoli
- Décors : Mario Scisci
- Costumes : Marcella Giovannetti
- Maquillage : Giuseppe Annunziata (it), Luciana Palombi
- Production : Giovanni Conti
- Société de production : Maurizio Film
- Pays de production :  Italie
- Langue originale : italien
- Format : Couleurs par Ferraniacolor - Son mono - 35 mm
- Genre : drame
- Durée : 95 minutes
- Dates de sortie : 
  - Italie : 17 février 1956
  - France : 11 août 1961

## Distribution
- Eleonora Rossi Drago : Luisa
- Gianna Maria Canale : Mara
- Luciana Angiolillo : Nice
- Antigone Costanda : Franca
- Paolo Stoppa : le locataire de l'étage
- Evi Maltagliati : Pressenda
- Vittorio Vaser : le producteur
- Ignazio Balsamo : le jeune homme sicilien
- Enzo Garinei : le photographe Ciccio
- Ettore Manni : le journaliste Giulio
- Joseph Lenzi : Dino Franceschi
- Gino Buzzanca :
- Ignazio Leone : Turi
- Francesco Sormano :
- Vittorio Vaser :
- Giorgio Gandos :
- Matilde Orsini :
- Franca Ferrari :
- Francisco Prosperi :
- Ugo Ugolini :